# Bosque nacional de Soto
El bosque nacional de Soto (en inglés: De Soto National Forest) es un bosque nacional de  los Estados Unidos  de 2.099 km² de bosques de pinos en el sur del estado de Misisipi. Es una de las áreas protegidas más importantes para la diversidad biológica de la ecorregión Costa del Golfo de América del Norte. Es un sitio de importancia nacional para la protección de las sabanas de pinos de hoja larga, bosques de pinos y bosques de pinos de hoja larga. Más del 90% de este tipo de ecosistema se ha perdido en los Estados Unidos.